# 安藝太田町
安藝太田町（日语：／ Akiōta chō */?）是位於廣島縣西部山區的1町，屬山縣郡。

## 人口
| 安藝太田町人口分布圖 |                                                   |  |
| 安藝太田町與日本全國年齡別人口分布比較圖 （2005年資料） | 安藝太田町的年齡、男女別人口分布圖 （2005年資料） |  |
| ■紫色是安藝太田町 ■綠色是全国 | ■藍色是男性 ■紅色是女性                           |  |
| 安藝太田町人口變化 \| 1970年 \| 14,115人 \| \| \| 1975年 \| 12,992人 \| \| \| 1980年 \| 12,784人 \| \| \| 1985年 \| 11,738人 \| \| \| 1990年 \| 10,879人 \| \| \| 1995年 \| 10,257人 \| \| \| 2000年 \| 9,181人 \| \| \| 2005年 \| 8,238人 \| \| \| 2010年 \| 7,255人 \| \| \| 2015年 \| 6,472人 \| \| \| 2020年 \| 5,740人 \| \| |                                                   |  |
| 資料來源：日本總務省統計中心提供之人口普查數據 |                                                   |  |
| 1970年 | 14,115人                                          |  |
| 1975年 | 12,992人                                          |  |
| 1980年 | 12,784人                                          |  |
| 1985年 | 11,738人                                          |  |
| 1990年 | 10,879人                                          |  |
| 1995年 | 10,257人                                          |  |
| 2000年 | 9,181人                                           |  |
| 2005年 | 8,238人                                           |  |
| 2010年 | 7,255人                                           |  |
| 2015年 | 6,472人                                           |  |
| 2020年 | 5,740人                                           |  |

## 歷史

### 沿革
- 1889年4月1日：實施町村制，現在的轄區在當時分屬：山縣郡加計村、殿賀村、安野村、上殿村、戶河內村、筒賀村。
- 1898年2月10日：加計村改制為加計町。[1]
- 1933年8月1日：戶河內村改制為戶河內町。[2]
- 1954年8月1日：加計町與殿賀村合併為新設置的加計町。
- 1956年9月1日：戶河內町與上殿村合併為新設置的戶河內町。
- 1956年9月30日：加計町與安野村合併為新設置的加計町。
- 2004年10月1日：加計町、戶河內町、筒賀村合併成安藝太田町。

### 變遷表
| 1889年4月1日 | 1889年 - 1926年            | 1926年 - 1954年             | 1955年 - 1989年             | 1989年 - 現在                  | 現在                           |
| ------------ | -------------------------- | --------------------------- | --------------------------- | ------------------------------ | ------------------------------ |
| 加計村       | 1898年2月10日 改制為加計町 | 1954年8月1日 合併為加計町   | 1956年9月30日 合併為加計町  | 2004年10月1日 合併成安藝太田町 | 2004年10月1日 合併成安藝太田町 |
| 殿賀村       |                            | 1954年8月1日 合併為加計町   | 1956年9月30日 合併為加計町  | 2004年10月1日 合併成安藝太田町 | 2004年10月1日 合併成安藝太田町 |
| 安野村       |                            |                             | 1956年9月30日 合併為加計町  | 2004年10月1日 合併成安藝太田町 | 2004年10月1日 合併成安藝太田町 |
| 上殿村       | 上殿村                     | 上殿村                      | 1956年9月1日 合併為戶河內町 | 2004年10月1日 合併成安藝太田町 | 2004年10月1日 合併成安藝太田町 |
| 戶河內村     | 戶河內村                   | 1933年8月1日 改制為戶河內町 | 1956年9月1日 合併為戶河內町 | 2004年10月1日 合併成安藝太田町 | 2004年10月1日 合併成安藝太田町 |
| 筒賀村       |                            |                             |                             | 2004年10月1日 合併成安藝太田町 | 2004年10月1日 合併成安藝太田町 |

## 交通

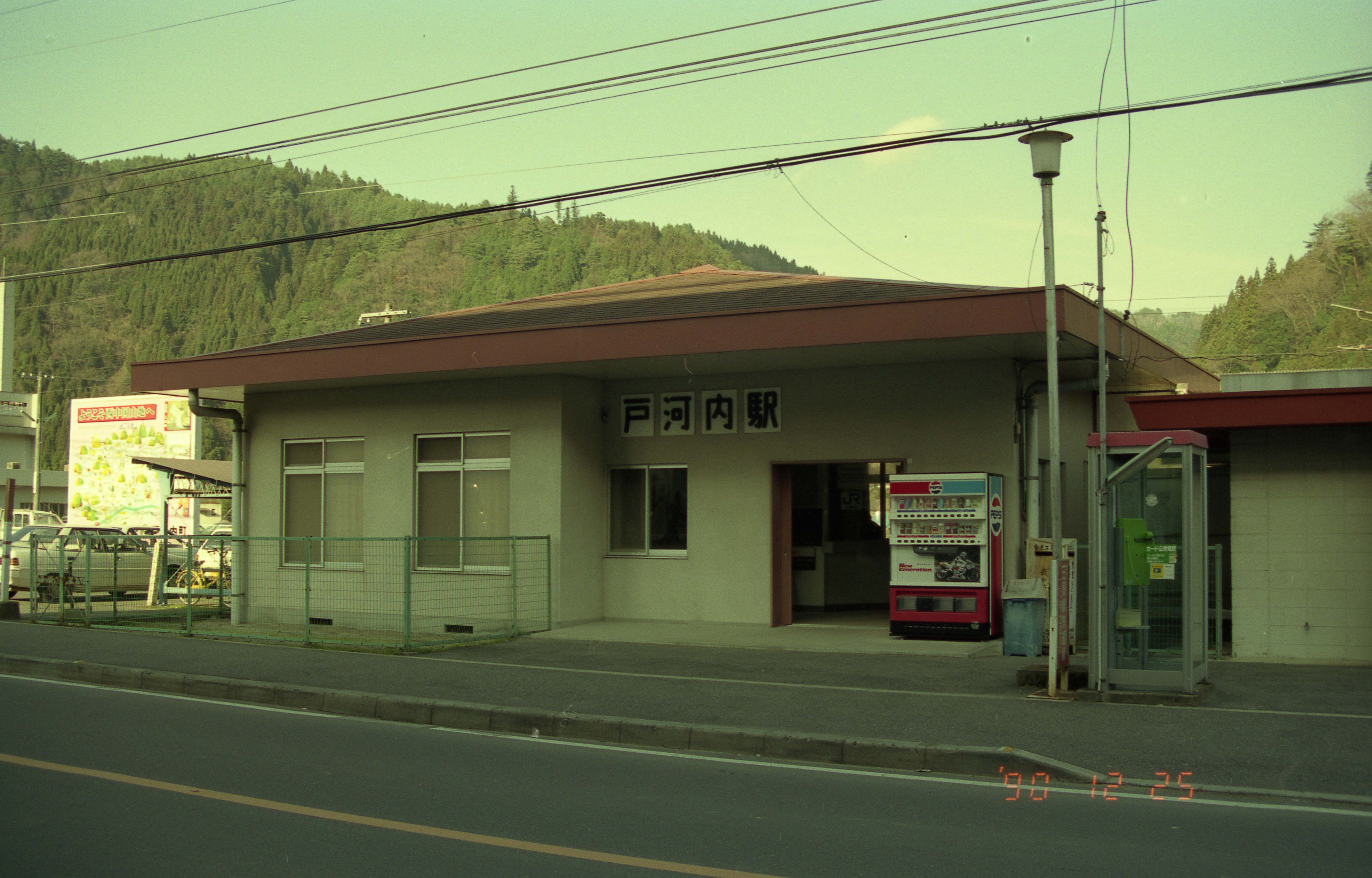
戶河內車站

### 鐵路
過去曾有西日本旅客鐵道可部線通過轄區，但此路段已於2003年停駛。廢除前的車站包括：
- 安野車站 - （湯來町） - 坪野車站 - 田之尻車站 - 津浪車站 - 香草車站- 加計車站 - 木坂車站 - 殿賀車站 - 上殿車站 - 筒賀車站 - 土居車站 - 戶河內車站 - 三段峽車站

目前距離最近的車站是位於廣島市安佐北區的可部車站。

### 道路
高速道路
- 中國自動車道：戶河內交流道 - 筒賀休息區

## 觀光資源

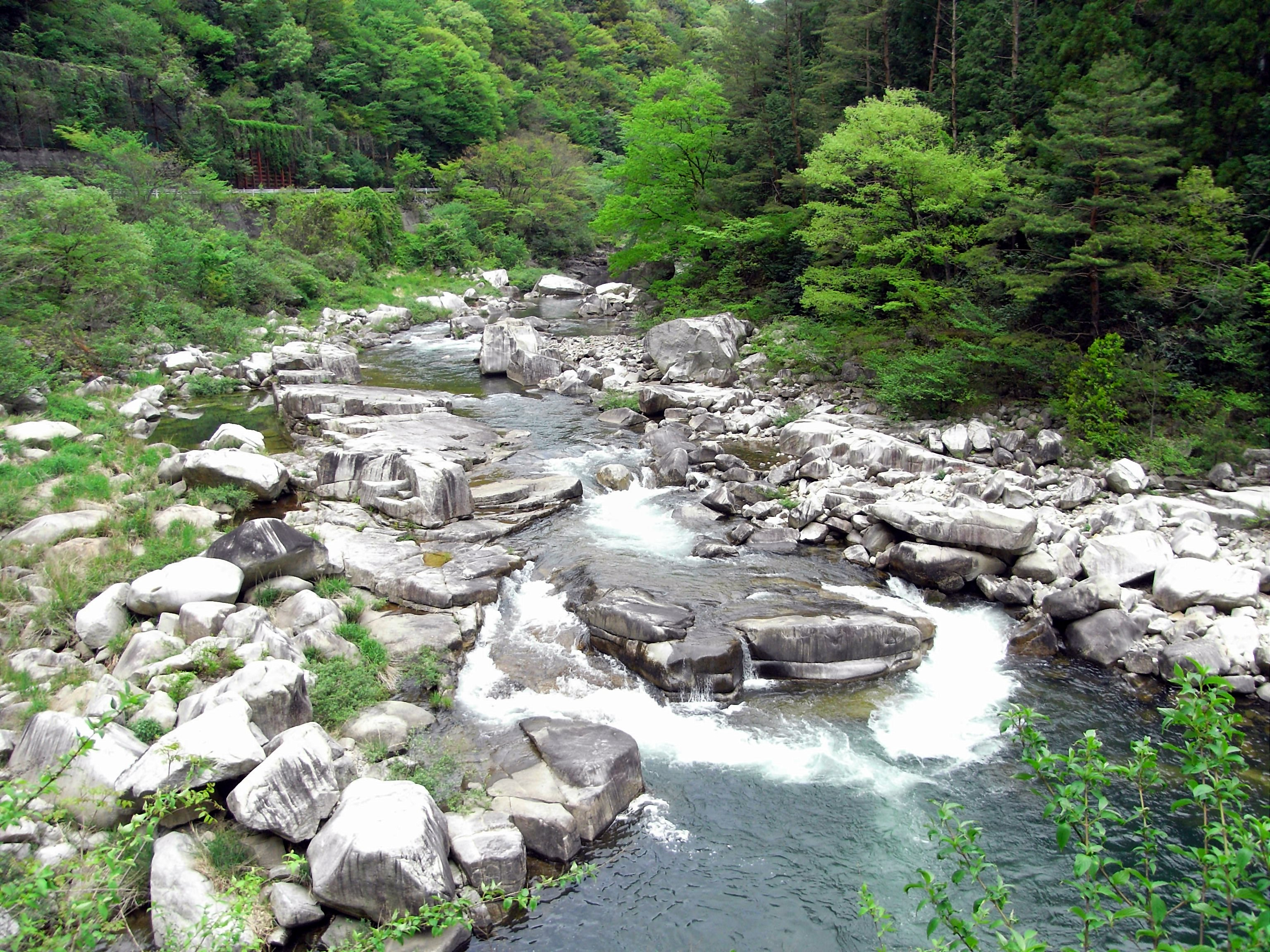
瀧山峽

- 深山峽
- 瀧山峽
- 三段峽
- 龍頭峽
- 恐羅漢山
- 堀八幡神社大石燈籠
- 街ぐるみ博物館
- 井仁梯田（日本梯田百選之一）

## 外部連結
- （日語） 安藝太田町觀光協會 （页面存档备份，存于）
- （日語） 安藝太田町商工會 （页面存档备份，存于）